# D.M. Jayaratne
D.M. Jayaratne (syng. දිසානායක මුදියන්සේලාගේ ජයරත්න, tamil. திசாநாயக்க முதியன்சேலாகே ஜயரத்ன, czyt. Di Mu), właśc. Disanayaka Mudiyanselage Jayaratne (ur. 7 czerwca 1931 w Kolombo, zm. 19 listopada 2019 w Kandy) – lankijski polityk, były minister, premier Sri Lanki od 21 kwietnia 2010 do 9 stycznia 2015.

## Życiorys
D.M. Jayaratne urodził się w 1931. Kształcił się w szkole Doluwa Maha Vidyalaya w Gampoli, w pobliżu Kandy, w której został następnie nauczycielem. W 1951 był jednym z założycieli Partii Wolności Sri Lanki (ang. Sri Lanka Freedom Party, SLFP).
W 1970 po raz pierwszy dostał się do parlamentu z ramienia koalicji Zjednoczony Front pod przewodnictwem SLFP na czele z Sirimavo Bandaranaike. W wyborach w 1977 poniósł porażkę. Do parlamentu ponownie powrócił w 1989.
W 1994 został mianowany ministrem ziemi, rolnictwa i leśnictwa w gabinecie premier Chandriki Kumaratungi. W 2000 objął stanowisko ministra rolnictwa, żywności i spółdzielczości, a w 2004 ministra poczty, telekomunikacji i rozwoju. W 2005 objął funkcję ministra poczty, telekomunikacji i rozwoju gospodarki wiejskiej w rządzie premiera Ratnasiri Wickremanayake. W latach 2007–2010 zajmował w jego gabinecie stanowisko ministra przemysłu plantacyjnego. W 2001 został wybrany przewodniczącym Regionu Azji i Pacyfiku w FAO.
21 kwietnia 2010, po wygranej SLFP w wyborach parlamentarnych, został mianowany przez prezydenta Mahindę Rajapaksę na stanowisko szefa rządu.